# Gnophomyia delectabilis
Gnophomyia delectabilis is een tweevleugelige uit de familie steltmuggen (Limoniidae). De soort komt voor in het Neotropisch gebied.